# Farnost Evangelické církve metodistické v Plzni 3
Farnost Evangelické církve metodistické v Plzni 3, nazývaná také sbor Maranatha je územní společenství metodistických evangelíků v Plzni a okolí. 

## Historie a současnost
Farnost byla založena roku 1923 a čítala asi 1200 členů i s okolními stanicemi. Roku 1927 vystavěl Betlémskou kapli. Po roce 1948 byla kaple znárodněna a sbor mohl jeden její sál využívat až do roku 1964. Poté přešel do podnájmu nedalekého sboru Církve československé. V 80. letech sbor téměř zanikl. Na samém sklonku 80. let proběhly evangelizace, které nastartovaly nový život sboru. Poté byl zakoupen nový dům, který však kapacitně nevyhovoval a sbor dostal zpět kapli v Husově ulici. V roce 1996 byl sbor rozdělen podle městských obvodů na tři farnosti: Plzeň 3 – Husova, Plzeň 1 – Lochotín a Staňkov.
Současným kazatelem je Mgr. Filip Jandovský. Bohoslužby se slouží každou neděli v 9:00.